# Eleanor H. Porter
Eleanor Emily Porter, född Hodgman den 19 december 1868 i Littleton, New Hampshire, död 21 maj 1920 i Cambridge, Massachusetts, var en amerikansk författarinna. 
Eleanor Hodgman utbildades till sångerska, gifte sig 1892 med J.L. Porter och ägnade sig från 1901 åt författarskap. I en lång rad böcker, Cross currents (1907), Miss Billy (1911), Pollyanna (1913, svensk översättning 1914), Pollyanna grows up (1915; "Pollyanna växer upp", 1919), Just David (1916; "Bara David", samma år), The road to understanding (1917; "Vägen till förståelse", 1918), Oh, money, money! (1918; "Åh, pengar, pengar!", 1919), med flera, "utvecklade hon", skriver Ruben Berg i Nordisk familjebok, "en typiskt amerikansk idylliserande optimism och en sötaktig idealism, som gjorde henne oerhördt populär, framför allt hos kvinnlig ungdom."